# Rue Eugène Denis
La rue Eugène Denis est une impasse bruxelloise de la commune d'Auderghem située dans le quartier du Parc des Princes qui débute Avenue Paul Vanden Thoren sur une longueur de 150 mètres.

## Historique et description
Elle prit sa dénomination actuelle le 2 octobre 1959.  
Elle est située à la lisière de la forêt de Soignes, dans la zone appelée jadis Triage du Tambour, dont une drève forestière porte encore le nom. 
C'est la société immobilière Etrimo qui donna un autre nom à ce quartier : le Parc des Princes.

### Origine du nom
La rue porte le nom d'Eugène François Guillaume Denis, premier maréchal des logis-chef au 1er régiment d'artillerie, né le 28 août 1881 à Bruxelles et tué à l'ennemi le 2 octobre 1918 à Zarren-Linde. Il était domicilié en la commune de Audeghem.

## Inventaire régional des biens remarquables
- Premier permis de bâtir délivré le 10 novembre 1959 pour le no 17.